# سیر (شهر)
شهر سیر  در بخش سیر در ایالت وله در کشور سوئیس واقع شده‌است که ۱۴٬۳۰۰ نفر جمعیت دارد.